# Niqmaddu IV
Niqmaddu IV (... – XVII secolo a.C.) è stato un re amorreo di Ugarit.